# Joan Vilà (músic)
|  | No s'ha de confondre amb Joan Vilà i Ayats. |

Joan Vilà   (1711 - 1791) va ser un organista català del segle xviii. Va ser nomenat el 21 d'abril de 1738 coadjutor de Francisco Llussá a l'orgàstia de la Basílica de Santa Maria del Pi a Barcelona. Segons Baltasar Saldoni el 1785 continuava exercint en el càrrec i, segons Joaquín Murguía, organista primer de Màlaga, Vilà era en la seva època un dels organistes més famosos d'Europa. És un dels representants més importants de l'escola organística de Catalunya del s. XVIII, encara que molt distant als seus antecessors Cabanilles, Elías o Moreno. A la Biblioteca de Catalunya de Barcelona es conserva un quadern que conté una salmòdia, un tiento i una obra plena sobre l'himne Ave Maris Stella; un altre quadern similar va existir a la catedral de Lleida i una Sonata en Sol menor per a clavicèmbal a Manresa.